# Pentachlaena
Pentachlaena é um género botânico pertencente à família Sarcolaenaceae.

## Espécies
O género inclui três espécies nativas de Madagáscar:
- Pentachlaena betamponensis Lowry & al.
- Pentachlaena latifolia H.Perrier
- Pentachlaena orientalis Capuron